# Jan I van Chalon-Arlay
Jan I van Chalon-Arlay (? - 13 februari 1315) was een zoon van Jan I van Chalon (l'Antique) en Laura van Commercy.
Jan I was gehuwd met:
- Margaritha van Bourgondië, vrouwe van Vitteaux en L'isle-sur-Serein. Zij was een dochter van hertog Hugo IV van Bourgondië. Zonen uit dit huwelijk:
  - Hugo I van Chalon-Arlay
  - Johan, prins-bisschop van Bazel
- Alice van Nesle

Jan I nam deel aan de veldtochten van de Duitse koningen Rudolf en Adolf en verkreeg van hun de rijksvrijheid, het tolrecht aan de Jougne, het muntrecht en het beschermheerschap over de abdij Sint Oyan (1288-1291). Het lukte hem om ondanks de tegenstand van de aartsbisschop van Besançon het burggraafschap en het schoutambt van de stad Besançon te verwerven. Hij vergrootte zijn eigen heerlijkheid Arlay en verwierf het monopolie op de harswinning in de Jura. In 1296 kwam hij in opstand tegen de bezetting van het graafschap Bourgondië door koning Filips IV van Frankrijk. Hij onderwierp zich echter in 1301, toen zijn broer Hugo aartsbisschop van Besançon werd. Van 1307 tot 1309 bestuurde hij in naam van de Franse koning het graafschap Bourgondië.